# 9259 Janvanparadijs
A 9259 Janvanparadijs (ideiglenes jelöléssel 2189 T-2) a Naprendszer kisbolygóövében található aszteroida. Cornelis Johannes van Houten, Ingrid van Houten-Groeneveld és Tom Gehrels fedezte fel 1973. szeptember 29-én.